# Obor
Obor (en rus: Обор) és un poble (un possiólok) del krai de Khabàrovsk, a l'Extrem Orient de Rússia. El 2012 tenia 624 habitants. Pertany al districte rural de Lazó.